# 戈兰·苏克诺
戈兰·苏克诺（1959年4月6日—），克罗地亚前男子水球运动员。他曾代表南斯拉夫国家队参加1984年夏季奥林匹克运动会水球比赛，获得一枚金牌。